# Parafia św. Pankracego w Starym Guminie
Parafia pw. św. Pankracego w Starym Guminie – parafia należąca do dekanatu płońskiego południowego, diecezji płockiej, metropolii warszawskiej. Poprzednio należała do dekanatu płońskiego, diecezji płockiej, metropolii warszawskiej.

## Historia parafii
Została erygowana według tradycji w 1248. Proboszczem parafii jest od 2012 ks. Tadeusz Milczarski.

## Miejsca święte

### Kościół parafialny
Obecny kościół jest trzecim lub czwartym, wybudowanym w tym samym miejscu. Został ukończony w latach 20. XX wieku. Jest budowlą murowaną, jednonawową, z prezbiterium nieco węższym od nawy. Ołtarz główny z obrazem Matki Boskiej z Dzieciątkiem, dwa ołtarze boczne. Wyposażenie kościoła stanowią m.in. kropielnica granitowa z XV-XVII wieku, kielich gładki z XVIII wieku oraz ornaty z XVII i XVIII wieku. W sąsiedztwie kościoła murowana dzwonnica z II połowy XIX wieku.

## Obszar parafii

### Miejscowości i ulice
W granicach parafii znajdują się miejscowości:

- Chrościn,
- Gumino,
- Gumino Nowe,
- Gumino Stare,
- Niwa,
- Przemkowo,
- Wilamowice,
- Zaborowo.